# Svartegöl (Älghults socken, Småland, 631188-149913)
Svartegöl är en sjö i Uppvidinge kommun i Småland och ingår i Alsteråns huvudavrinningsområde.